# Camino de Las 100 curvas
Camino de Las 100 curvas ('Vejen med de 100 kurver') er en vej i Argentina nær byen Villa Carlos Paz i provinsen Córdoba i Argentina. Vejen er en turistattraktion i området.
Vejen forbinder byen Reloj Cú - Cú ved La Falda med søen San Roque. Vejen løber gennem mange smukke områder, herunder mange mindre byer og bjerglandskaber. Vejen har en lang række sving og kurver, hvilket har givet navn til vejen. Vejen ender ved dæmningen, der opdæmmer søen.

## Eksterne links
- Omtale i turistbrouche (spansk)